# Glyceria nubigena
Glyceria nubigena là một loài thực vật có hoa trong họ Hòa thảo. Loài này được W.A.Anderson mô tả khoa học đầu tiên năm 1933.